# 米拉贝勒 (阿尔代什省)
米拉贝勒（法語：Mirabel，法語發音：[miʁabɛl]）是法国阿尔代什省的一个市镇，属于拉让蒂耶尔区。

## 地理
米拉贝勒（44°36'31"N, 4°29'53"E）面积19.9 平方千米，位于法国奥弗涅-罗讷-阿尔卑斯大区阿尔代什省，该省份为法国东南部内陆省份，北起顺时针与卢瓦尔省、伊泽尔省、德龙省、沃克吕兹省、加尔省、洛泽尔省和上盧瓦爾省接壤。
与米拉贝勒接壤的市镇（或旧市镇、城区）包括：达布尔、拉维勒迪约、吕萨斯、圣日耳曼、夸龙地区圣吉内、圣让勒桑特尼耶、贝尔新城。

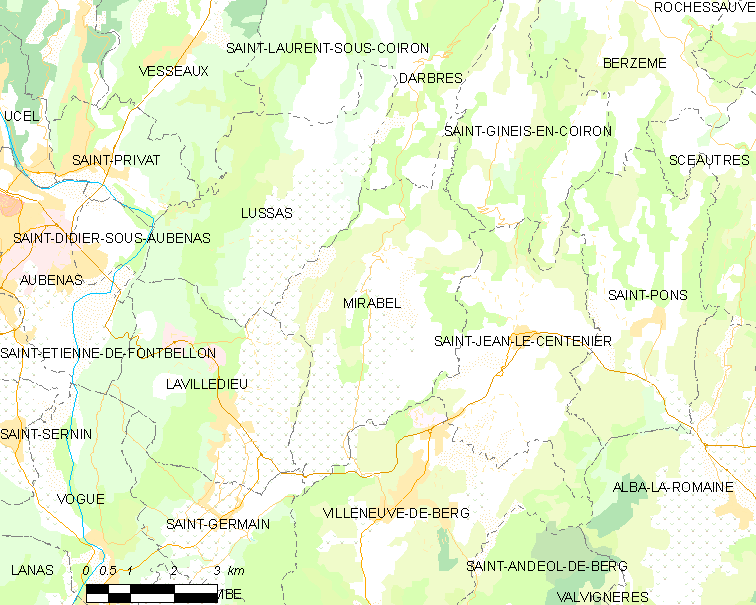
的OSM定位图

米拉贝勒的时区为UTC+01:00、UTC+02:00（夏令时）。

## 行政
米拉贝勒的邮政编码为07170，INSEE市镇编码为07159。

## 政治
米拉贝勒所属的省级选区为贝尔-埃尔维县。

## 人口

1962-2008年间人口变化图示

米拉贝勒于2022年1月1日时的人口数量为777人。